# 犬塚理人
犬塚 理人（いぬづか りひと、1974年 - ）は、日本の作家。大阪府生まれ。

## 経歴・人物
早稲田大学卒業。2018年の第38回横溝正史ミステリ大賞において、「人間狩り」で優秀賞を受賞しデビュー。
現在は、不動産業に従事している。

## 作品リスト

### 単行本
- 『人間狩り』（KADOKAWA、2018年10月 ISBN 978-4041075234 / 角川文庫、2020年11月 ISBN 978-4041095980）
- 『眠りの神』（KADOKAWA、2020年2月）ISBN 978-4041089057
- 『灰色の評決』（二見書房、2021年12月）ISBN 978-4576212142

### 雑誌掲載作品
エッセイなど
- 「私のとっておきシネマ」 - 『小説推理』2019年6月号（双葉社）